# Peppermill Village
 (juillet 2025).
Peppermill Village est une census-designated place située dans le comté du Prince George, dans l’État du Maryland, aux États-Unis. Lors du recensement de 2020, elle comptait 5 264 habitants.